# 고쿠사이 대학
고쿠사이 대학(国際大学, 국제대학, IUJ)은 일본 니가타현 미나미우오누마시에 위치한 사립대학이다.
IUJ는 일본 최초로 수업의 전부를 영어로만 운영하는 소수의 일본 대학 중 하나이다. 본 대학은 1982년에 설립되었는데, 주로 세상의 개선작업을 위해, 세계 모두를 대표하자는 목표를 지녔다. IUJ는 국제개발, 국제평화연구와 국제관계, 비지니스와 E-Business MBA 프로그램 석사 학위를 제공한다.
IUJ에는 세계 각지에서 온 많은 학생들이 있는데, 2007-2008년도에는 47개국에서 온 학생들이 있었다. IUJ는 일본과 다른 세계 문화의 발견을 통해 균형있는 교육을 제공한다. 국제적으로 다양한 그룹 내의 통신, 지도력과 자원봉사 의지, 판단과 결정 스킬을 개선하는 여러 기회가 있다. 국제 특성을 기념하기 위해 IUJ는 가을학기에 "오픈데이"라 불리는 국제의 밤을 주관한다. 그리고 봄학기에는 "아시안의 밤"을 주관한다. 이러한 행사에서 다양한 나라에서 온 학생들은 그들의 문화와 음식을 전시한다.
IUJ는 니가타의 스키장 근처에 위치하며 도쿄 등 대도시와는 멀다.